# 菅原秀
菅原 秀（すがはら しゅう、1994年4月5日 - ）は、大阪府吹田市出身の元プロ野球選手（投手）。右投左打。

## 経歴

### プロ入り前
吹田市立山田第一小学校時代はサッカー部に所属していたが、股関節の怪我を機に、吹田市立山田東中学校への進学後から野球に転向した。
福井工大福井高等学校への進学後は、2年時の秋からベンチ入りを果たすと、3年時の夏にエースとして選手権福井大会に出場。準決勝で西川龍馬擁する敦賀気比高校を破ると、福井商業高校との決勝では、延長11回13奪三振の力投でチームを優勝に導いた。その後の選手権全国大会では、常葉橘高校との開幕戦に登板。9回を投げて10奪三振2失点という内容で勝利した。秋田商業高校との2回戦では、2回を投げたが8与四死球7失点の乱調で、チームも敗れた。この大会では、通算で2試合に登板。通算投球イニングは11回で、12奪三振、防御率6.55を記録した。
大阪体育大学への進学後は、1年時から阪神大学野球の秋季リーグ戦に登板。4年時には、春季リーグ戦に先発で活躍した。続く秋季リーグ戦では、5勝0敗、防御率2.06という好成績でMVPと最優秀投手のタイトルを獲得し、チームのリーグ優勝に貢献。関西地区大学野球選手権大会では、関西大学の吉川峻平らとの投げ合いで2試合の登板で18回を投げて30奪三振を記録するとともに、チームを第47回明治神宮野球大会出場に導いた。明治神宮大会では、環太平洋大学との初戦に先発で9回2失点と好投するが、チームは延長タイブレークの末に敗れた。
2016年10月20日に行われたドラフト会議で、東北楽天ゴールデンイーグルスから4位指名を受け、契約金4000万円、年俸800万円（金額は推定）という条件で入団した。背番号は45。

### 楽天時代
2017年、同期入団の高梨雄平・森原康平と共に開幕一軍入り。4月2日のオリックス・バファローズ（京セラドーム大阪、開幕カード第3戦）では救援で公式戦デビューを果たした。7回裏の登板で場内が盛り上がっていたため、場内アナウンスで名前を紹介されないハプニングに見舞われたが、1イニングを無失点に抑えた。5月4日のオリックス戦（Koboパーク宮城）では、5回表二死満塁で登板、中島宏之を3球で凡退させて降板したが、チームが後に勝ち越し、公式戦初勝利を挙げた。6月2日の対中日ドラゴンズ戦（ナゴヤドーム）では8回裏二死一・二塁からNPB一軍公式戦史上15人目（パシフィック・リーグ公式戦では史上9人目）の1イニング3暴投で2点を献上した。6月上旬までは全て救援で防御率は2点台の後半と、チームの首位独走に貢献していたが、同月中旬以降は不調で一軍と二軍を往復。10月は一軍で迎えたが、チームのレギュラーシーズン3位で臨んだクライマックスシリーズでは登板の機会がなかった。シーズンを通して、一軍公式戦29試合に登板。1勝1ホールド、防御率は5.02だった。イースタン・リーグ公式戦では、13試合の登板で1勝1セーブ、防御率1.54を記録。シーズンの終了後には、台湾でのアジアウインターベースボールリーグに、NPBイースタン選抜の一員として出場、ウインターリーグでは先発にも挑戦し、翌年から先発へ転向するプランも浮上した。
2018年、前年に続いて、レギュラーシーズンの開幕を一軍を迎え、ロングリリーフを中心に登板を重ねた。4月には防御率を3点台にとどめていたが、5月に入ってから制球が定まらず、17日に出場選手登録を抹消。9月に一軍へ復帰したが、シーズンを通じて勝敗は付かず、防御率も7.33に達した。
2019年、3年連続で開幕一軍入りを果たしたが、救援で1試合に登板しただけで、4月11日に出場選手登録を抹消。6月25日の対広島東洋カープ戦（楽天生命パーク宮城）で一軍に復帰し、一軍公式戦における先発デビューを果たした。塩見貴洋の先発が予告されていた7月15日の対オリックス戦（京セラドーム）では、塩見が試合前の練習中に腰の張りを訴えて登板を回避したことを受けて試合開始の1時間前に先発を告げられ、オリックス側の承諾を得たうえで登板した。2回裏の投球中に若月健矢の打球が右膝を直撃するハプニングに見舞われたが、5回を2失点で凌ぎ、一軍公式戦での先発初勝利を挙げた。8月3日の対ロッテ戦（楽天生命パーク）では、勝敗はつかなかったが、一軍公式戦では自己最長の6回を投げ、無失点と好投した。レギュラーシーズン全体では、一軍公式戦9試合に登板。一軍への復帰後に登板した8試合はすべて先発で、シーズン通算防御率は4.08であった。
2020年はプロ入り後初めて一軍での登板がなく、イースタン・リーグでも13試合に登板し1勝0敗1セーブ、防御率6.35という不本意な結果に終わった。シーズン終了後に背番号が59に変更された。
2021年10月26日、球団より戦力外通告を受け、現役を引退した。

### 楽天退団後
2022年6月1日より大阪府茨木市にて、野球教室「BASHベースボールアカデミー」をオープンし、同教室代表として少年少女への野球指導を手掛けた。

### ゼロロク時代
2024年1月22日、2年ぶりに現役復帰し、関西独立リーグ（さわかみ関西独立リーグ）・大阪ゼロロクブルズに入団することが発表された。1シーズンプレーし、シーズン終了後の10月17日に自由契約での退団が発表された。その後、12月25日にTBS系で放送されたプロ野球戦力外通告・クビを宣告された男達によると現役中に肘を疲労骨折しボルトを埋めこむ手術をしたが球威が戻らず戦力外となるも、時間が経過すると球威が戻ってきたため3年ぶりのプロ復帰を目指してトライアウトに挑んだがオファーが来る事がなく選手引退を表明し、野球指導者の道を歩む事となった。

## 選手としての特徴
最速155km/hのストレートと、スライダーを中心に投球を組み立てる。
楽天への入団後はストレートとスライダーだけで勝負していたが、1年目の夏場から調子を崩したため、シーズン終了後の秋季キャンプから高校時代に駆使していたナックルカーブの解禁とチェンジアップの習得に踏み切っている。

## 人物
日常生活は左利きだが、野球を始めた時に兄が使ってたグラブが右利き用だったことから、右投げになった。
またサインは自身の名前である「秀」を崩したものであり、普段の利き手である左で書くと崩れずしっかりとした字体となるため、サインは右で書くが日付や漢字などを書く時はペンを左手に持ち替えている。

## 詳細情報

### 年度別投手成績
| 年 度     | 球 団     | 登 板 | 先 発 | 完 投 | 完 封 | 無 四 球 | 勝 利 | 敗 戦 | セ 丨 ブ | ホ 丨 ル ド | 勝 率 | 打 者 | 投 球 回 | 被 安 打 | 被 本 塁 打 | 与 四 球 | 敬 遠 | 与 死 球 | 奪 三 振 | 暴 投 | ボ 丨 ク | 失 点 | 自 責 点 | 防 御 率 | W H I P |
| --------- | --------- | ----- | ----- | ----- | ----- | -------- | ----- | ----- | -------- | ----------- | ----- | ----- | -------- | -------- | ----------- | -------- | ----- | -------- | -------- | ----- | -------- | ----- | -------- | -------- | ------- |
| 2017      | 楽天      | 29    | 0     | 0     | 0     | 0        | 1     | 0     | 0        | 1           | 1.000 | 136   | 28.2     | 33       | 2           | 17       | 0     | 1        | 26       | 5     | 0        | 17    | 16       | 5.02     | 1.74    |
| 2018      | 楽天      | 16    | 0     | 0     | 0     | 0        | 0     | 0     | 0        | 0           | ----  | 101   | 23.1     | 22       | 5           | 13       | 0     | 0        | 17       | 0     | 0        | 20    | 19       | 7.33     | 1.50    |
| 2019      | 楽天      | 9     | 8     | 0     | 0     | 0        | 1     | 3     | 0        | 0           | .250  | 160   | 35.1     | 35       | 1           | 20       | 0     | 4        | 21       | 2     | 1        | 19    | 16       | 4.08     | 1.56    |
| 2021      | 楽天      | 1     | 0     | 0     | 0     | 0        | 0     | 0     | 0        | 0           | ----  | 16    | 2.2      | 2        | 0           | 5        | 0     | 1        | 0        | 1     | 0        | 5     | 5        | 16.88    | 2.63    |
| 通算：4年 | 通算：4年 | 55    | 8     | 0     | 0     | 0        | 2     | 3     | 0        | 1           | .400  | 413   | 90.0     | 92       | 8           | 55       | 0     | 6        | 64       | 8     | 1        | 61    | 56       | 5.60     | 1.63    |

### 年度別守備成績
| 年 度 | 球 団 | 投手  | 投手  | 投手  | 投手  | 投手  | 投手     |
| 年 度 | 球 団 | 試 合 | 刺 殺 | 補 殺 | 失 策 | 併 殺 | 守 備 率 |
| ----- | ----- | ----- | ----- | ----- | ----- | ----- | -------- |
| 2017  | 楽天  | 29    | 4     | 4     | 1     | 0     | .889     |
| 2018  | 楽天  | 16    | 3     | 2     | 0     | 0     | 1.000    |
| 2019  | 楽天  | 9     | 0     | 5     | 1     | 0     | .833     |
| 2021  | 楽天  | 1     | 0     | 1     | 0     | 0     | 1.000    |
| 通算  | 通算  | 55    | 7     | 12    | 2     | 0     | .905     |

### 記録
初記録
- 初登板：2017年4月2日、対オリックス・バファローズ3回戦（京セラドーム大阪）、7回裏に4番手で救援登板、1回無失点
- 初奪三振：同上、7回裏にステフェン・ロメロから空振り三振
- 初ホールド：2017年4月21日、対福岡ソフトバンクホークス4回戦（福岡 ヤフオク!ドーム）、10回裏に7番手で救援登板、2回無失点
- 初勝利：2017年5月4日、対オリックス・バファローズ5回戦（Koboパーク宮城）、5回表二死に2番手で救援登板、1/3回無失点
- 初先発登板：2019年6月25日、対広島東洋カープ3回戦（楽天生命パーク宮城）、4回0/3 2失点（自責点1）で敗戦投手
- 初先発勝利：2019年7月15日、対オリックス・バファローズ16回戦（京セラドーム大阪）、5回2失点

その他の記録
- 1イニング3暴投：2017年6月2日、対中日ドラゴンズ1回戦（ナゴヤドーム）、8回裏に記録 ※史上15人目、パ・リーグ9人目

### 独立リーグでの年度別投手成績
| 年 度     | 球 団     | 登 板 | 先 発 | 完 投 | 完 封 | 無 四 球 | 勝 利 | 敗 戦 | セ 丨 ブ | ホ 丨 ル ド | 勝 率 | 打 者 | 投 球 回 | 被 安 打 | 被 本 塁 打 | 与 四 球 | 敬 遠 | 与 死 球 | 奪 三 振 | 暴 投 | ボ 丨 ク | 失 点 | 自 責 点 | 防 御 率 | W H I P |
| --------- | --------- | ----- | ----- | ----- | ----- | -------- | ----- | ----- | -------- | ----------- | ----- | ----- | -------- | -------- | ----------- | -------- | ----- | -------- | -------- | ----- | -------- | ----- | -------- | -------- | ------- |
| 2024      | 大阪      | 15    | 4     | 0     | 0     | 0        | 1     | 1     | 0        | 1           | .500  | 127   | 28.1     | 25       | 1           | 11       | -     | 1        | 37       | 3     | 0        | 19    | 14       | 4.45     | 1.27    |
| 通算：1年 | 通算：1年 | 15    | 4     | 0     | 0     | 0        | 1     | 1     | 0        | 1           | .500  | 127   | 28.1     | 25       | 1           | 11       | -     | 1        | 37       | 3     | 0        | 19    | 14       | 4.45     | 1.27    |

- 2024年度シーズン終了時

### 背番号
- 45（2017年 - 2020年、2024年）
- 59（2021年）

### 代表歴
- 2017アジアウインターベースボールリーグ：NPBイースタン選抜[11]